# Uljana Semjonovová
Uljana Semjonovová (* 9. března 1952 Zarasai) je bývalá lotyšská basketbalistka.
S výškou 210 cm byla dominantní hráčkou své doby. Působila v klubu TTT Riga, s nímž získala 15 titulů mistryň Sovětského svazu a 11 prvenství v Poháru mistryň. Sovětská reprezentace neprohrála ani jeden soutěžní zápas, když byla na palubovce Semjonovová. Vyhrála dvakrát olympiádu (1976 a 1980), třikrát mistrovství světa (1971, 1975 a 1983) a desetkrát mistrovství Evropy (1968, 1970, 1972, 1974, 1976, 1978, 1980, 1981, 1983 a 1985). Na sklonku kariéry krátce působila ve francouzském klubu US Valenciennes-Orchies. Obdržela Řád rudého praporu práce a Leninův řád. V roce 1993 byla jmenována jako první žena mimo USA do Basketball Hall of Fame, v roce 2007 byla uvedena do Síně slávy Mezinárodní basketbalové federace a ve stejném roce dostala cenu za přínos k rozvoji lotyšského sportu. Po skončení aktivní kariéry působila jako sportovní funkcionářka, mj. založila v Lotyšsku fond na pomoc nemajetným bývalým sportovcům.